# Murta (revista)
Murta (subtitulada «mensuario de arte») va ser una revista literària mensual en castellà que es va publicar a la ciutat de València des del novembre de 1931 al febrer de 1932: quatre números en total.
Els joves escriptors que la van promoure (Ramón Descalzo, Rafael Duyos i Pascual Pla y Beltrán) pretenien proporcionar un mitjà d'expressió a un petit grup d'intel·lectuals valencians de llengua castellana ideològicament molt divers (des de la militància comunista de Pla y Beltrán i el liberalisme progressista de Descalzo al dretanisme de Rafael Duyos, que ingressà en la Falange tres anys després), amb el propòsit de renovar l'ambient literari i artístic valencià incorporant-hi els nous corrents desenvolupats per la generació del 27, en oposició al tradicionalisme localista i a la persistència del sorollisme. La diversitat dels promotors de la revista es va reflectir també en les estètiques dels col·laboradors, des de la deshumanització avantguardista de Benjamín Jarnés i Max Aub al compromís social de Juan Gil-Albert i Antonio Espina, al costat de la línia més tradicional i humanitzada representada per Leopoldo Panero, Alejandro Gaos, Bernardo Clariana, José Luis Cano, i altres en qui es combinaven ambdues tendències, com el mateix Gil-Albert i Juan Chabás, a més d'autors de la generació del 27 com Vicente Aleixandre, Juan José Domenchina, Enrique Díez Canedo, Gerardo Diego i Luis Cernuda. El contingut de la revista no era sols literari, sinó que incloïa també la crítica d'art, amb col·laboracions de Feliu Dosart, José Antonio Maravall, Sebastià Gasch i el mateix Aub; comentaris sobre cinema, anàlisis literàries, i un parell d'il·lustracions (un dibuix i un fotomuntatge) de Josep Renau. La seua influència va ser escassa fora de cercles minoritaris, a causa de la reacció desfavorable o el silenci amb què va ser acollida per la premsa local, i per la seua extinció motivada per l'agreujament de les dissensions polítiques i estètiques entre els seus promotors.